# Viazma
Viazma - Вязьма (rus) - és una ciutat de l'óblast de Smolensk, a Rússia a la vora del riu Viazma, entre les ciutats de Smolensk i Mojaisk.

## Galeria d'imatges

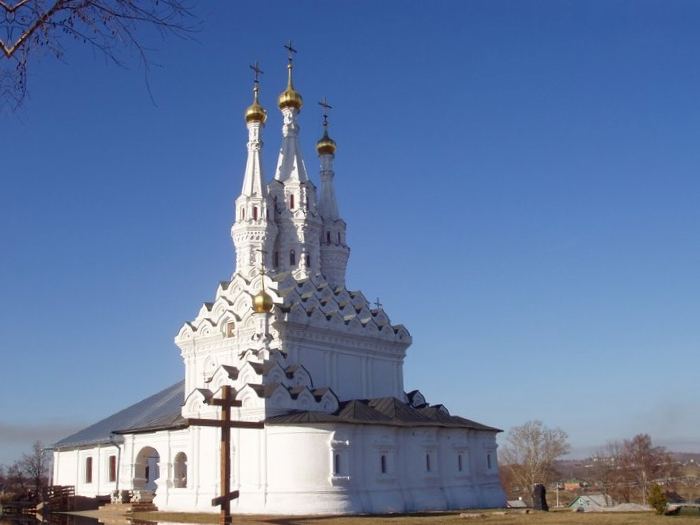
Església Hodeguétria, una de les tres esglésies de tres fletxes al món
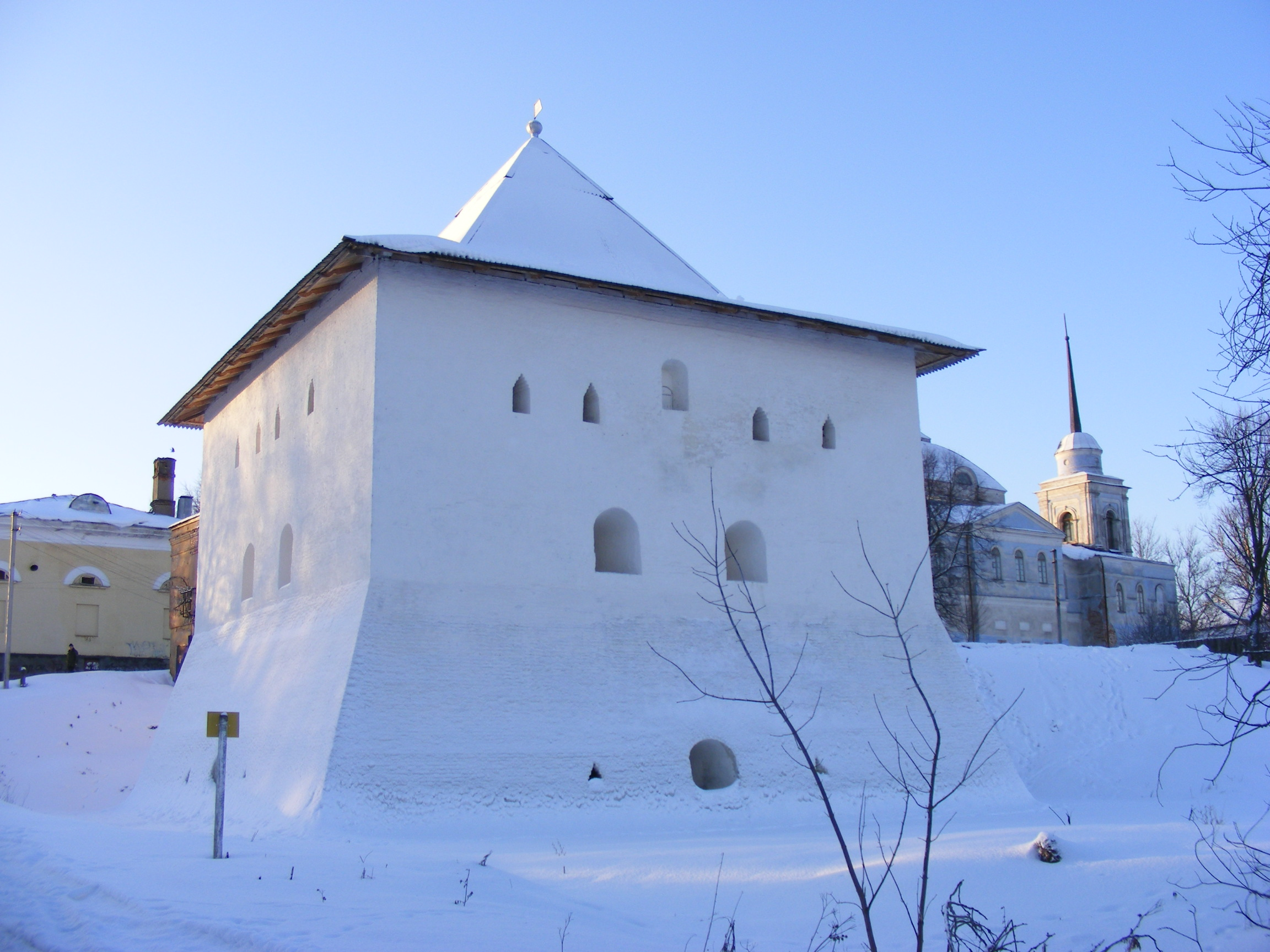
Torre Spàsskaia, l'única torre que queda del kremlin medieval
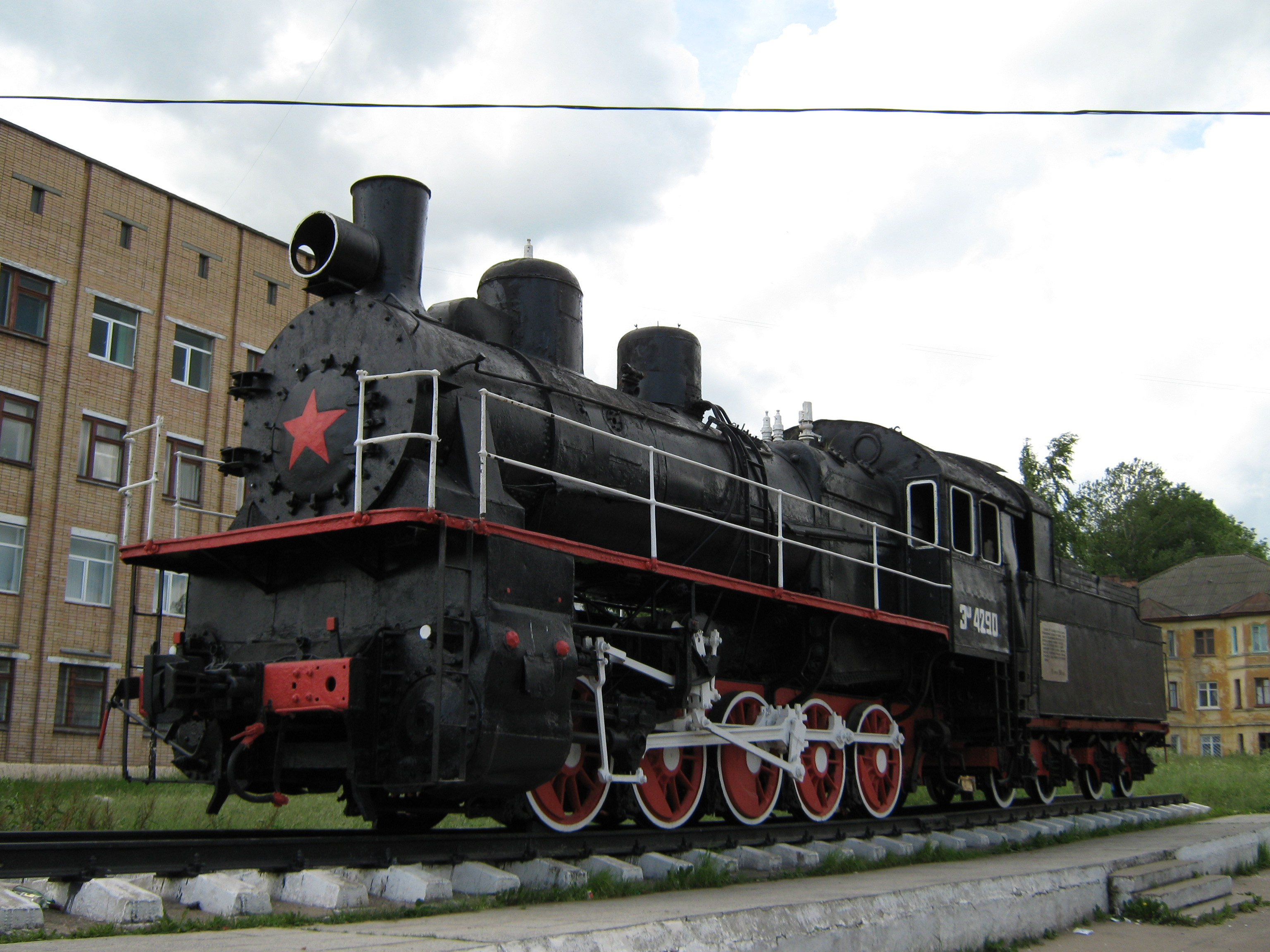
Locomotora a vapor Ech 4290 davant de l'estació de Viazma